# Politomía

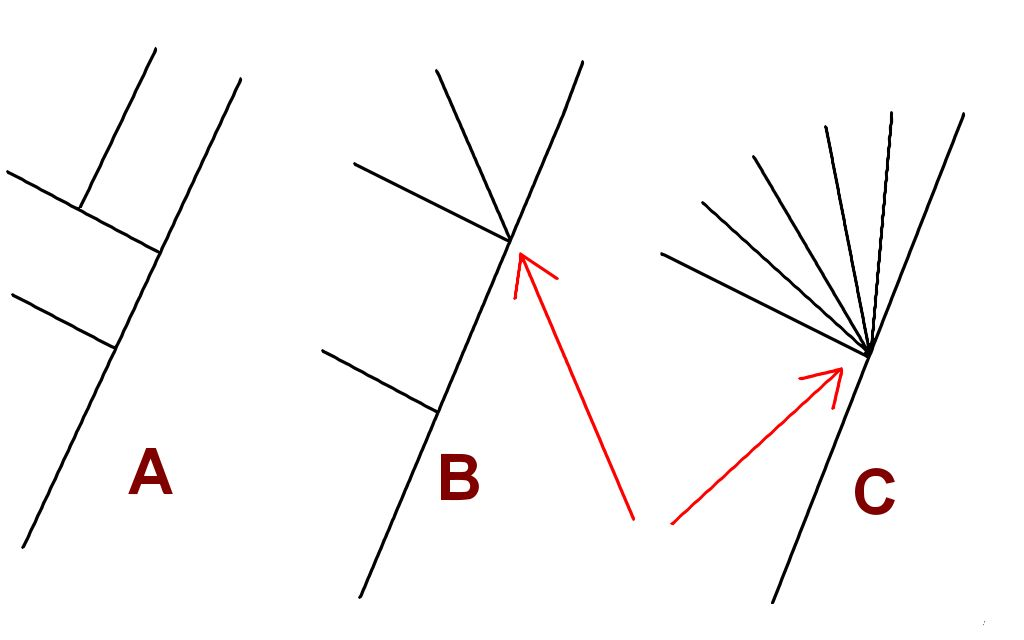
Cladogramas que muestran diferentes tipos de politomías: A - completamente resuelta (solo dicotomías), B -parcialmente resuelta, C - árbol de estrellas. Las politomías se resaltan con las flechas rojas.

En biología y filogenia, una politomía es una sección de un árbol filogenético en la que las relaciones no se pueden resolver totalmente en una serie de dos vías o divisiones (dicotomía). Las politomías se consideran relaciones difíciles de resolver debido a la rápida evolución genética de diversos grupos, así como también la evolución convergente. Las politomías se producen más frecuentemente en los análisis morfológicos o paleontológicos debido a la ausencia de caracteres morfológicos. En los análisis moleculares no se produce ya que los taxones pueden agruparse fácilmente de acuerdo con la secuencia molecular que presenten, aunque raras veces las politomías suelen aparecer. Las politomías también pueden usarse para marcar relaciones filogenéticas disputadas.
Por ejemplo las relaciones de los taxones A, B y C no se consideran resueltas, pero D, E y F sí. Entonces alguno de ellos A, B, C tiene que ser grupo hermano del conjunto conformado por D, E y F de la misma manera que D, sin embargo puede ocurrir que A sea hermano de B como de C. 
|  | D                                       |
|  |                                         |
|  | \| \| E \| \| \| \| \| \| F \| \| \| \| |
|  |                                         |
|  | E                                       |
|  |                                         |
|  | F                                       |
|  |                                         |

|  | E |
|  |   |
|  | F |
|  |   |

|  | D                                       |
|  |                                         |
|  | \| \| E \| \| \| \| \| \| F \| \| \| \| |
|  |                                         |
|  | E                                       |
|  |                                         |
|  | F                                       |
|  |                                         |

|  | E |
|  |   |
|  | F |
|  |   |

## Tipos de politomías
Se reconocen dos tipos de politomías, las politomías blandas y duras.
Las politomías blandas: son el resultado de información filogenética insuficiente, aunque los linajes divergieron en diferentes momentos, lo que significa que algunos de ellos son parientes más cercanos que otros, los datos disponibles no permiten el reconocimiento de esto. La mayoría de las politomías son suaves, lo que significa que se resolverían en un árbol típico de dicotomías si hubiera mejores datos disponibles.
Las politomías duras: representan tres o más eventos de especiación simultáneos del mismo ancestro común, por lo que las especies hijas resultantes son equidistantes entre sí. En situaciones particulares pueden ser comunes, por ejemplo, cuando una especie que ha expandido rápidamente su rango o es altamente panmíctica sufre especiación peripátrica en diferentes regiones.
Un ejemplo es el complejo de especies Drosophila simulans. En este caso el antepasado parece haber colonizado dos islas al mismo tiempo pero de forma independiente, produciendo dos especies hijas igualmente antiguas pero evolucionadas de manera divergente.
Como la evolución de la secuencia de ADN suele ser mucho más rápida que la evolución de rasgos fenotípicos complejos, no obstante al mismo tiempo los rasgos fenotípicos pueden evolucionar convergentemente. Puede ser que los linajes genéticos difieran poco tiempo entre sí, mientras que el organismo real no ha cambiado si se considera a toda la población ancestral. Dado que pocos individuos en una población son genéticamente similares en cualquier población, especialmente si la clasificación del linaje no ha progresado ampliamente, puede ser que las politomías duras sean realmente raras o inexistentes si se considera el genoma completo de cada organismo individual, pero está bastante extendido en el nivel genético de la población si especies enteras se consideran como poblaciones mezcladas.
"Los eventos de especiación o de divergencia de linaje que ocurren al mismo tiempo" se refieren al tiempo evolutivo medido en generaciones, ya que este es el único medio por el que pueden transmitirse rasgos novedosos (por ejemplo, mutaciones en el punto germinal ). En términos prácticos, la capacidad de distinguir entre las politomías duras y blandas es limitada: si, por ejemplo, se analiza una kilobase de secuencias de ADN que mutan aproximadamente 1% por millón de años, los linajes que divergen del mismo antepasado dentro de los mismos 200,000 años no se pueden distinguir de manera confiable en cuanto a cuál divergió primero.
Los efectos fundadores y la deriva genética pueden dar como resultado diferentes tasas de evolución. Esto puede confundir fácilmente los algoritmos de reloj molecular hasta el punto en que las politomías duras se vuelven irreconocibles como tales.